# La Yuma
La Yuma es una película dirigida por la cineasta francesa Florence Jaugey y protagonizada por la actriz nicaragüense Alma Blanco. Trata sobre el personaje de La Yuma, una muchacha de barrios populares de Managua, Nicaragua, que debe enfrentar diversos retos familiares y sociales para salir adelante.
La Yuma recibió varios reconocimientos y participaciones en importantes festivales de cine. También está dentro de las seleccionadas por el Óscar a Mejor Película Extranjera.
La Yuma es una producción de Camila Films (Nicaragua), Ivania Films (México), Wanda Visión (España) y ARAPROD (Francia).

## Argumento
Yuma quiere ser boxeadora. Tiene 20 años, vive en un barrio marginal, pertenece a la pandilla de los Culebras y en su casa se enfrenta al desamor que han generado las necesidades económicas que pasa su familia. Su gran energía física y su fuerte temperamento son su salvación y la empujan hacia su meta, entrenándose primero en el gimnasio de su amigo Yader, y luego con el famoso entrenador Polvorita.
En busca de independencia, Yuma acepta un empleo en la tienda de Scarlett, una amiga de su madre. En su primer día de trabajo, es testigo de un robo que le pone en su camino a Ernesto, un estudiante de periodismo de 25 años, perteneciente a una familia de clase media baja, educado bajo los ideales de la revolución sandinista de crear una sociedad mucho más justa.
El encuentro les causa inquietud, pero la atracción de uno hacia el otro y la curiosidad hacia los mundos diversos que ambos representan terminan por enamorarlos. Junto a Ernesto, Yuma descubre un ambiente nuevo, de estudiantes, música, diversión y excursiones en contacto con la naturaleza; con Yuma, Ernesto se enfrenta con otra realidad del país que tanto ama, y con el estado de violencia en el que Yuma convive. Por un tiempo el amor borra las diferencias, y los une el mismo deseo de encontrar su propio espacio en una sociedad que no tiene mucho que ofrecerles.
En el barrio aumentan las tensiones: mientras la pandilla prepara un asalto, la Cubana, amiga travesti de Yuma, le advierte que su exnovio y jefe de la pandilla está celoso y que Ernesto corre peligro. Sin darle importancia al asunto, Yuma prosigue con su romance y sigue entrenando con Polvorita. En respuesta, y con la complicidad del hermano de Yuma, el Culebra ordena darle un escarmiento a Ernesto.
El escarmiento degenera en una violenta golpiza. El incidente pone a Ernesto y a Yuma en posiciones antagónicas, como pugilistas de esquinas opuestas, en la que no hay vencedor: tan solo la ruptura.
Sin desviarse del objetivo, Yuma sube al ring y gana su primera pelea, ante el júbilo de sus amigos y de Polvorita. El triunfo, sin embargo, queda ensombrecido cuando Yuma descubre el abuso sexual de su hermana menor, la preadolescente Marjurie, a manos del amante de su madre.
Con la ayuda de Scarlett, Yader y la Cubana, Yuma toma a sus hermanos pequeños y abandona su casa. Ahora debe enfrentar sus responsabilidades de hermana y madre. Es cuando llega el circo a la ciudad. Yader pone a Yuma en contacto con el dueño, quien busca un nuevo espectáculo: el boxeo femenil bajo la carpa. Sin titubear Yuma acepta el trabajo. Sentada arriba de un camión y en compañía de sus hermanos, se aleja del barrio con el circo. Nuevos horizontes se dibujan ante ella.

## Elenco
- Yuma: Alma Blanco
- Culebra: Rigoberto Mayorga
- Ernesto: Gabriel Benavides
- La Cubana: Juan Carlos García
- Yader: Eliézer Traña
- Scarlett: María Esther López
- Alfonso: Salvador Espinoza
- Madre de Yuma: Sobeyda Téllez
- Polvorita: Guillermo Polvorita Martínez
- Marjurie: Naomi Largaespada
- Presentador: Amadeus Nicoya

## Selecciones en Festivales
- Festival Latino de Biarritz, Francia, Octubre 2009[2]
- Festival Internacional de Mannheim-Heidelberg. Alemania. (Nov. 2009).[3]
- Festival del Nuevo Cine Latinoamericano de La Habana Archivado el 31 de marzo de 2014 en Wayback Machine., Cuba, diciembre de 2009.
- Festival Internacional de Cine de Goteborg Suecia, febrero de 2010[4]
- Festival Internacional de Cine de Cartagena de Indias, Colombia, febrero de 2010[5]
- Festival Internacional de Cine de Miami, Estados Unidos, marzo, 2010[6]
- Festival Internacional de Cine de Guadalajara, México, marzo, 2010[7]

## Premios
- Mención del Jurado para Ópera Prima. Festival del Nuevo Cine Latinoamericano de La Habana, Cuba.[8]
- Mejor Actriz:Alma Blanco Festival Internacional de Cine de Cartagena. Granada masaya
- Mejor Actor de reparto Eliezer Traña:Festival Internacional de Cine de Cartagena. Colombia
- Premio de la Organización Católica Latinoamericana y Caribeña de Comunicación. Festival de Cartagena. Colombia
- Mejor Ópera Prima.Festival de Guadalajara.x Méxicod
- Mejor Actriz:Alma Blanco Festival de santo Domingo de Guzmán. México
- Mejor Actriz: Alma Blanco Encuentros de Cine Sudamericano del barrio cuba. Francia.
- Mejor Actriz:Alma Blanco Festival de Málanga. España.
- Premio Especial del Jurado. Festival de Málanga. España.